# Псковське намісництво
Пско́вське намі́сництво (рос. Псковское наместничество) — адміністративно-територіальна одиниця в Російській імперії в 1777–1796 роках. Адміністративний центр — Псков. Створене 3 серпня 1777 року на основі Псковської губернії. Складалося з 9 повітів. 31 грудня 1796 року перетворене на Псковську губернію.